# Rezerwat przyrody Doliska
Rezerwat przyrody Doliska – leśny rezerwat przyrody w gminie Rogów, w powiecie brzezińskim, w województwie łódzkim.
Zajmuje powierzchnię 3,27 ha (akt powołujący podawał 3,10 ha). Został powołany Zarządzeniem Ministra Leśnictwa z 12 maja 1954 roku (M.P. z 1954 r. nr 54, poz. 744). Według aktu powołującego, rezerwat utworzono w celu zachowania ze względów naukowych i dydaktycznych lasu mieszanego z udziałem jodły (Abies alba) poza granicą jej zasięgu.
Według obowiązującego planu ochrony ustanowionego w 2013 roku (zmienionego w 2015), obszar rezerwatu objęty jest ochroną czynną.